# Betty Mars
Betty Mars, artiestennaam van Yvette Baheux (Parijs, 30 juli 1944 - Suresnes, 20 februari 1989), was een Frans zangeres.

## Biografie
Yvette Baheux was de jongste in een gezin van tien kinderen. Op haar zestiende ging ze werken in de cabaretwereld, eerst in Parijs, later in Las Vegas en Brazilië. In 1972 begon ze een zangcarrière, en werd ze intern gekozen om Frankrijk te vertegenwoordigen op het Eurovisiesongfestival 1972, dat gehouden werd in de Britse stad Edinburgh. Met het nummer Comé-comédie eindigde ze op de elfde plaats. Nadien brengt ze verschillende singles uit en speelt ze in enkele films, waaronder Si c'était à refaire. In de jaren tachtig keert ze terug naar de cabaret, maar blijft regelmatig nummers uitbrengen.
Op 31 januari 1989 tracht ze zelfmoord te plegen door uit het raam van haar woning in La Défense te springen. Na drie weken in coma te hebben gelegen, overlijdt ze in het ziekenhuis te Suresnes. Ze liet een dochter van achttien jaar oud na.
1956: Mathé Altéry + Dany Dauberson · 
1957: Paule Desjardins · 
1958: André Claveau · 
1959: Jean Philippe · 
1960: Jacqueline Boyer · 
1961: Jean-Paul Mauric · 
1962: Isabelle Aubret · 
1963: Alain Barrière · 
1964: Rachel · 
1965: Guy Mardel · 
1966: Dominique Walter · 
1967: Noëlle Cordier · 
1968: Isabelle Aubret · 
1969: Frida Boccara · 
1970: Guy Bonnet · 
1971: Serge Lama · 
1972: Betty Mars · 
1973: Martine Clémenceau · 
1975: Nicole Rieu · 
1976: Catherine Ferry · 
1977: Marie Myriam · 
1978: Joël Prévost · 
1979: Anne-Marie David · 
1980: Profil · 
1981: Jean Gabilou · 
1983: Guy Bonnet · 
1984: Annick Thoumazeau · 
1985: Roger Bens · 
1986: Cocktail Chic · 
1987: Christine Minier · 
1988: Gérard Lenorman · 
1989: Nathalie Pâque · 
1990: Joëlle Ursull · 
1991: Amina · 
1992: Kali · 
1993: Patrick Fiori · 
1994: Nina Morato · 
1995: Nathalie Santamaria · 
1996: Dan Ar Braz & Héritage des Celtes · 
1997: Fanny · 
1998: Marie Line · 
1999: Nayah · 
2000: Sofia Mestari · 
2001: Natasha Saint-Pier · 
2002: Sandrine François · 
2003: Louisa Baïleche · 
2004: Jonatan Cerrada · 
2005: Ortal · 
2006: Virginie Pouchain · 
2007: Les Fatals Picards · 
2008: Sébastien Tellier · 
2009: Patricia Kaas · 
2010: Jessy Matador · 
2011: Amaury Vassili · 
2012: Anggun · 
2013: Amandine Bourgeois · 
2014: Twin Twin · 
2015: Lisa Angell · 
2016: Amir · 
2017: Alma · 
2018: Madame Monsieur · 
2019: Bilal Hassani · 
2021: Barbara Pravi · 
2022: Alvan & Ahez · 
2023: La Zarra · 
2024: Slimane · 
2025: Louane
- Bibliothèque nationale de France: cb14023327q (data)
- Gemeinsame Normdatei: 1122133170
- International Standard Name Identifier: 0000 0000 0298 5465
- MusicBrainz: 886c4b74-21c3-4546-9fe8-ff7b56b3cc2e
- Virtual International Authority File: 19879280
- WorldCat: E39PBJtCyqQWwrB7bWYDpFRqcP